# Michael Rapaport
Michael David Rapaport, ameriški igralec in komik, * 20. marec 1970, New York, ZDA.
Rapaport je najbolj znan po vlogi Davea Golda v komični seriji Družinsko bojišče (2005-2007) in Dona Selfa v dramski seriji Beg iz zapora (2008-2009).